# Eszperantó nyelvtan
Az eszperantó nyelvtan az eszperantó nyelvű szavak, kifejezések, mondatok, mondások és szövegek szerkezete. Szándékosan egyszerű és sokkal szabályosabb, mint más nyelvek nyelvtana, a könnyű tanulás érdekében. A szóalkotás rendkívül agglutinatív: bőségesen használ toldalékokat, előtagokat és tőkombinációkat, ami lehetővé teszi a hatékony és rugalmas kommunikációt viszonylag kis szógyökkészlettel. Minden morféma invariáns. A fő szófajták saját betűvégződéssel rendelkeznek: -o a főnevekhez, -a a melléknevekhez, -e a határozószókhoz (bár korlátozott számban vannak más típusú határozószók is: baldaŭ, jam, nun, ĵus, tuj stb.; ("tabellaszavak" stb.), és hat végződés a hat alapvető igealakhoz. A szógyökök szabadon kombinálhatók nyelvtani végződésekkel. A főneveknek és mellékneveknek két esete és két száma van; Az igéknek öt finitivusz alakja van, egy infinitivusz és hat részleges változat (három aktív és három passzív). A mondatelemek közötti szintaktikai kapcsolatot a kis- és nagybetűk ill. az elöljárószavak jelölik, nem a szórend, ami az eszperantóban szintaktikailag nem korlátozott, és főként a szemantikai és pragmatikai árnyalatok kifejezésére szolgál: például a hangsúly és a réma.

## Nyelvtan
Bővebben: A modern eszperantó nyelvtanának bemutatása.

## Plena Manlibro de Esperanta Gramatiko
Az eszperantó nyelvtan teljes kézikönyve eszperantó nyelven.

## Eszperantó Akadémia
Az Eszperantó Akadémia (Akademio de Esperanto, rövidítve AdE, eredetileg Lingva Komitato) független nyelvi intézmény, melynek legfőbb feladata az eszperantó nyelv alaptörvényeinek védelme, fejlődésének felügyelése (kivételek létrejöttének megakadályozása, a Fundamento de Esperanto betartatása, új szavak jóváhagyása stb.). Székhelye jelenleg Hollandiában, Rotterdamban van.

## Fordítás
- Ez a szócikk részben vagy egészben  a   Gramatiko de Esperanto című eszperantó Wikipédia-szócikk ezen változatának fordításán alapul.  Az eredeti cikk szerkesztőit annak laptörténete sorolja fel. Ez a jelzés csupán a megfogalmazás eredetét és a szerzői jogokat jelzi, nem szolgál a cikkben szereplő információk forrásmegjelöléseként.